# 威廉·特雷弗
威廉·特雷弗·考克斯（英語：William Trevor Cox，1928年5月24日—2016年11月20日），爱尔兰作家和剧作家，大英帝國勳章获得者。爱尔兰文学界的元老之一，他被广泛认为是当代最伟大的英语短篇小说作家之一。

## 生平
1928年出生在爱尔兰的一个中产阶级新教徒家庭。他是文学团体Aosdána的一员，自20世纪50年代一直居住在英格兰西南部的德文郡。在他漫长的职业生涯中，他写了几部长篇小说和数以百计的短篇小说。他赢得了惠特布雷德奖三次，并被布克奖提名5次，最近一次是因为他的小说《爱与夏季》（2009年），该书亦入围2011年国际IMPAC都柏林文学奖。
2016年11月20日，在英国德文郡克雷迪頓去世，享年88岁。